# Касянчук Роман Васильович
Роман Васильович Касянчук — військовослужбовець Збройних сил України, учасник російсько-української війни, що відзначився під час російського вторгнення в Україну.

## Нагороди
- Хрест бойових заслуг (23 липня 2025) — за особисту мужність, виявлену у захисті державного суверенітету та територіальної цілісності України, самовіддане виконання військового обов'язку[1]
- Орден Богдана Хмельницького I ст. (25 грудня 2024) — за особисту мужність, виявлену у захисті державного суверенітету та територіальної цілісності України, самовіддане виконання військового обов'язку[2];
- Орден Богдана Хмельницького II ст. (17 листопада 2022) — за особисту мужність і самовіддані дії, виявлені у захисті державного суверенітету та територіальної цілісності України, вірність військовій присязі[3];
- Орден Богдана Хмельницького III ст. (28 травня 2022) — за особисту мужність і самовіддані дії, виявлені у захисті державного суверенітету та територіальної цілісності України, вірність військовій присязі[4].